# ダブルフィッシュ
ダブルフィッシュ（Double Fish、1981年8月9日 - ）は、中国の広州で活動しているテクノのアーティストである。自身の設立したレーベルである「意態重組唱片公司」などから作成したトラックをリリースしており、ブレイクコアの作品が多い。本名は朱劍輝。
2003年よりダブルフィッシュ名義（当時は通称d.f）で、ネット上に作品を発表するようになり、2004年には、8cmCDの作品"D.F."をインディーで発売した。以降、広州を拠点として精力的にリリースやライブ活動を展開している。